# Арбитраж
Арбитражът в правото е форма на (алтернативно) разрешаване на спор – алтернатива на съдопроизводството, което разрешаване се осъществява от трето лице (арбитър), овластено от страните по спора с това право. В исторически план, арбитражът предхожда държавното (съдебно) правосъдие, а де факто към този момент арбитражът е договорна алтернатива на страните в случаите, когато спорът не се отнася задължително до държавната юрисдикция (в България такива са, например, въпросите и споровете относно недвижими имущества, спорове с потребители и др., които могат да бъдат решавани само и единствено от държавните съдилища).
Понастоящем арбитражът е изключително приложим във външнотърговските отношения и морското право.

## Видове арбитраж

### Според устройството
От гледна точка на устройството бива:
- постоянен и
- ad hoc (инцидентен). Последният се учредява само за спора упоменат в арбитражното споразумение.

### Според седалището
От гледна точка на седалището бива:
- международен и
- местен (вътрешен) арбитраж.

### Договорен и съдебен арбитраж
- При договорния арбитраж страните се споразумяват чрез договор
- Съдебният арбритраж идва след арбитражно съдобпроизводство, което в повечето случаи е пожелателно.

## Арбитражът в българското право
Арбитражът е върховна проява на диспозитивното начало в гражданския процес. Неговата опора е разпоредителната власт на страните относно техните частноправни имуществени правоотношения. Упражнявайки тази власт те могат сами чрез договор за спогодба да уредят спорното правоотношение, но могат и да възложат на избрано от тях трето лице да разреши вместо тях спора.
За разлика от арбитража ад хок, арбитражната институция се учредява с оглед разрешаването на неограничен брой спорове, които могат да ѝ бъдат възложени в бъдеще. От тази гледна точта тя е постоянно действаща. Тя е недържавно (обществено) арбитражно учреждение, което администрира осъществяването на арбитража по делата, възложени на институцията. Затова тя има органи (председател, президиум, секретариат и др.), както и правилник, който не е нормативен акт. Неговата задължителна сила спрямо страните по спора се крепи на съгласието им да го възложат на институцията, а спрямо арбитрите – на съгласието им да поемат разрешаването на спора от името на институцията.
В РБ има няколко арбитражни съдилища. Най-популярните са арбитражният съд към Българска търговско-промишлена палата, арбитражният съд при Съюза на арбитрите в България, арбитражният съд към Българската стопанска камара и др. За да бъде отнесен един спор до Арбитражния съд, между страните трябва да е сключено арбитражно споразумение (арбитражна клауза), с което страните декларират, че са съгласни евентуален бъдещ спор между тях да бъде решен от арбитражен съд и приемат неговото решение.
Опасност представляват и арбитражни формирования които прилагат противоправен принцип, възлагащ им компетентност след Мълчаливо или Пасивно съгласие на ответната страна. Този принцип противоречи на закона /ЗМТА/, където като процедура е изведено изричното съгласие в писмена форма с което да се определи между страните възможността за разглеждане на спора от арбитраж. Тези арбитражи се ползват от правния вакуум на територията на Република България, относно липсата на регламентация при създаването на такива формирования, изисквания относно качествата и образованието на арбитрита, липсата на каквато и да е възможност за защита правата на гражданите при тези производства. Следва да се отбележи и опасността, арбитражна клауза да се вмъква в договори по Общи условия, което е във всички случаи Неравноправна клауза. От тази празнота се възползват монополни структури, банки, мобилни оператори, дружества за събиране на кредити и откровени лихвари за да ограничат възможността за защита от тях в производства, като целта е такива да не достигат до съдебна инстанция.
Липсва и регламент за прозрачност при дейността на подобни формирования / ползващи компетентност от Мълчаливо или Пасивно съгласие /, един подобен „съд“ се рекламира, че е разгледал за 6 месеца над 36 000 дела, което е в пъти повече от най-големия съд в България.

## Други

### Арбитраж (финанси)
Финансов термин, означаващ получаване на печалба от разликата в цените на определена стока (например акции или валута), когато финансовият спекулант едновременно закрива противоположни заявки за продажба и за покупка.

### Арбитраж (телевизия)
Това са нашумели реалити телевизионни предавания, като например „Съдебен спор“ (Нова телевизия), „Пийпълс корт“, „Къртис корт“, и т.н., такива предавания има още по руски и немски канали. Арбитражът се заснема и предава по телевизията.

### Арбитраж (залози)
Арбитражни залози осигуряват печалба, ползвайки разликата в коефициентите на различни букмейкъри. Играчът залага на всички обратни изходи при два или повече букмейкъра. Арбитраж залози се правят с високи суми, тъй като 98% от всички такива, имат възвръщаемост по-ниска от 1.2%.